# Волянка
Воля́нка —  село в Україні, у Самбірському районі Львівської області. Населення становить 7 осіб (2021). Орган місцевого самоврядування — Ралівська сільська рада.